# Tanaim

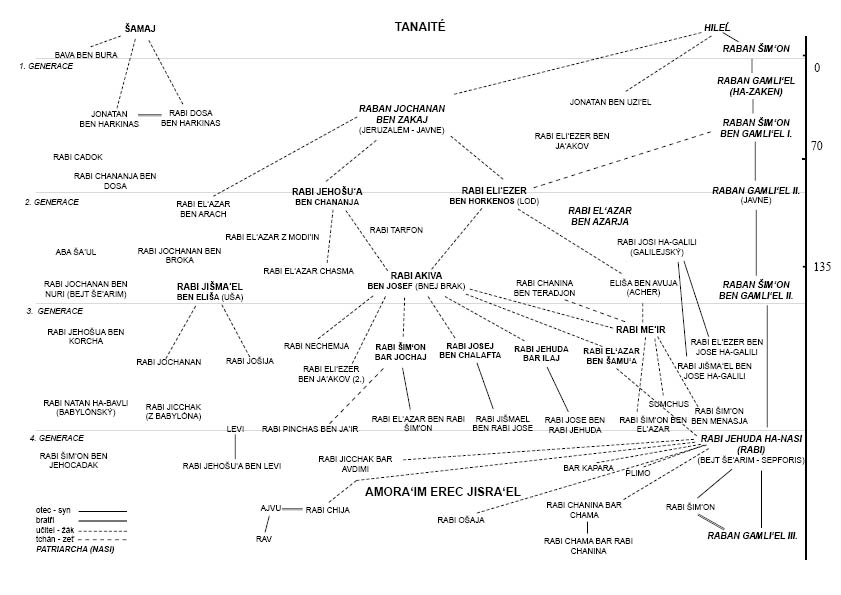
Sucesión de los eruditos rabínicos durante el período Mishnáico

Tanaim (en hebreo: תנאים) (singular taná) es la denominación de los sabios rabínicos cuyas opiniones son recordadas en la Mishná, aproximadamente en los años 1-220 d. C. El período de los Tanaim también conocido como el período Mishnáico, es posterior al período de los Zugot ("pares"), y anterior al período de los Amoraim.
La raíz taná (תנא) es equivalente en arameo a la raíz shanah (שנה) en hebreo, que es también la palabra base de Mishná. El verbo shanah (שנה) literalmente significa "Repetir (lo aprendido)" y es usado con el significado "aprender".
Para comprenderlo, debemos recordar que la escritura en esos años era sobre pergaminos, material caro, por lo que normalmente se escribían breves textos y los sabios recordaban de memoria las explicaciones, repitiéndolas cada vez que era necesario. Un Taná acompañaba a los jueces, citaba los textos cuando era solicitado y agregaba los nuevos comentarios. El término Taná se extendió desde los memoristas a los sabios, ya que muchos de ellos surgieron de ahí.
El período Mishnáico es comúnmente dividido en cinco períodos de acuerdo a las generaciones. Son conocidos aproximadamente 120 Tanaim principales.
Los Tanaim vivieron en distintas áreas de la tierra de Israel. El centro espiritual del judaísmo en esos tiempos era Jerusalén, pero luego de la destrucción del Segundo Templo de Jerusalén, el Rabino Yohanan ben Zakai y sus estudiantes fundaron un nuevo centro religioso en Yavne. Otros centros de estudio fueron fundados por sus discípulos en Lod, y en Bnei Brak.
Muchos de los Tanaim eran artesanos (zapateros, talabarteros) además de su posición como maestros y jueces menores. Algunos fueron dirigentes y representantes ante el Imperio romano.

## Origen de losTanaim
Si bien las academias existieron desde siglos anteriores, durante la ocupación de Israel bajo el Imperio romano se afirmó su importancia. Durante este tiempo, la corrupción y la colaboración con el ocupante en la clase sacerdotal (Kohanim) llevó a su rechazo por parte del pueblo. Por ejemplo, el cargo de sumo sacerdote (Kohen Gadol) era dado al mayor oferente en una licitación.
El conflicto entre la casta sacerdotal y el pueblo llevó a la división entre Saduceos y Fariseos. Los Saduceos (que normalmente controlaban al sumo sacerdote), eran sostenidos por la familia real de los Asmoneos, y posteriormente por los delegados del Imperio romano. Los Fariseos eran un grupo igualitario, ellos aceptaban estudiantes de todas las tribus hebreas, no solamente de los Levitas, y enseñaban las leyes trasmitidas oralmente juntamente con la ley escrita.
El conjunto de leyes trasmitidas, junto con su interpretación y adecuación, constituyeron la Mishná 
, cuya compilación fue realizada al fin del período de los Tanaim. Si bien estaba prohibida la escritura de dicha ley, cuya trasmisión debía ser oral, el miedo a su pérdida luego de la represión originada por la rebelión de Bar Kojba llevó a Rabí Iehuda Ha-Nasi a su escritura.
Hasta la época de Hillel y Shammai, la última generación de Zugot, había pocas disidencias entre los rabinos eruditos en la Torá. Después de este período, la Escuela de Hillel y la Escuela de Shammai representaron dos perspectivas distintas sobre la Halajá, y sus desacuerdos se encuentran documentados en la Mishná.
Se atribuye a la Escuela de Hillel una interpretación más permisiva y a la Escuela de Shammai una interpretación más restrictiva; la Halajá, salvo contadas excepciones, sigue a la Escuela de Hillel.
Las leyes fundacionales del judaísmo rabínico están basadas en el texto de la Mishná y en la Guemará babilónica, formando parte ambas del Talmud. La Halajá ha sido interpretada por los rabinos y por los jajamim a lo largo de los siglos, se han escrito diversos libros y códigos legales referentes a la ley judía, sin embargo, la Mishná sigue siendo una de las principales fuentes legales de la Halajá. Uno de los textos actualmente más importantes en materia de Halajá, es la obra maestra del rabino Joseph Caro, el Shulján Aruj.

## Cargos
Los tanaim más importantes fueron miembros de la Gran Asamblea (Sanedrín), organismo creado desde la vuelta de Babilonia que era a su vez el máximo tribunal. El Nasí, (en plural: Nesiim), traducido como príncipe o presidente, era el miembro más prominente y el que presidía el Sanedrín. Rabán es un título mayor que Rabí, y le fue dado al Nasí desde Rabán Gamaliel (Gamaliel el anciano). El título de Rabán estaba limitado a los descendientes de Hillel, con la única excepción de Rabán Iojanan Ben Zakai, el líder de Jerusalén durante el asedio, que salvó el futuro del pueblo judío después de la Gran revuelta suplicando a Vespasiano.
Rabí Eleazar ben Azariah, que fue Nasí, no tuvo el título de Rabán, quizá por la corta duración de su cargo. Antes de Rabán Gamaliel, no se usaron títulos antes de algunos nombres, basados en el adagio talmúdico Gadol miRabban shmo "(Mayor que el título Rabán es el nombre mismo de la persona)". Por esta razón Hillel no tiene título antes de su nombre, su nombre mismo es su título como Moisés o Abraham, que tampoco tienen títulos. Si pueden encontrarse nombrados como Moshe Rabeinu (Moisés nuestro maestro) o Abraham Avinu ( Abraham nuestro padre), para diferenciarlos.

## Lista de los Nesiim (Presidentes del Sanedrín)
- Rabán Shimon ben Hillel
- Rabán Gamaliel Hazaken (Gamaliel el anciano)
- Rabán Simeon ben Gamaliel
- Rabán Yohanan ben Zakai
- Rabán Gamaliel de Yavne
- Rabino Eleazar ben Azariah
- Rabán Shimon ben Gamaliel de Yavne
- Rabino Yehudah Hanasí. El Príncipe (conocido como Rabí o Rebí); Fue el compilador de la Mishná.

## Las generaciones de losTanaim

### Antes de la destrucción el Segundo Templo
- Rabino Shimon ben Hillel
- Rabino Gamaliel
- Rabino Elisha ben Abuyah

### La generación de la destrucción
- Rabino Simeon ben Gamaliel
- Rabino Yohanan ben Zakai
- Rabino Yehuda ben Baba

### Entre la destrucción y la revuelta deBar Kojba
- Rabino Ioshua ben Hanania
- Rabino Eliezer ben Hyrcanus
- Rabino Gamaliel II de Yavne
- Rabino Eleazar ben Araj

### La generación de la revuelta de Bar Kojba
- Rabino Akiva ben Iosef
- Rabino Tarfon
- Rabino Ishmael ben Elisha
- Rabino Eleazar ben Azariah

### Después de la revuelta
- Rabino Shimon ben Gamaliel II de Yavne
- Rabino Meir Baal HaNess
- Rabino Shimon bar Yojai, autor del Zohar
- Rabino Yose ben Halafta
- Rabino Judah ben Ilai

## Compiladores
- Rabino Yosei
- Rabino Yishmael
- Rabino Shimon
- Rabino Nathan
- Rabino Hiya
- Rabino Yehudah Hanasí. El Príncipe (también conocido como Rabeinu HaKadosh). Fue el compilador de la Mishná.

## Sitios externos
- Enciplopedia Judía
- Biografías de los Tanaim
- Breve explicación en castellano